# Hôtel de ville de Blotzheim
 (juin 2023).
Si vous disposez d'ouvrages ou d'articles de référence ou si vous connaissez des sites web de qualité traitant du thème abordé ici, merci de compléter l'article en donnant les références utiles à sa vérifiabilité et en les liant à la section « Notes et références ».
L'hôtel de ville de Blotzheim est un monument de la ville de Blotzheim
Au Moyen Âge, il existait à Blotzheim une très forte proportion d’hommes libres. Dès le XIIIe siècle, ces Bourgeois s’organisent pour administrer leurs biens communaux qu’ils répartissent selon des usages très stricts. Ils avaient le droit de basse justice et de justice civile sur leurs terres. Le prévôt doit dès lors composer avec « ses bourgeois », ainsi apparaît un pouvoir municipal présidé par un « maire » assisté d’échevins (des nobles du village). Ceux-ci avaient besoin d’un lieu de réunion pour délibérer et rendre justice : le « beffroi », ancêtre des mairies.
La première « maison commune », située un peu en retrait de l’actuel hôtel de ville, devenue trop petite, les notables de la ville décidèrent d’ériger en 1609 ce bâtiment : une solide bâtisse en pierres, sans fondations, aux murs très épais (plus de un mètre au rez-de-chaussée).  L’élégante façade était percée de trois portes :
- La porte centrale donnait accès à l’ensemble des pièces du rez-de-chaussée et à l’escalier menant à l’étage supérieur (l’escalier actuel restauré, date du dix-huitième siècle),
- La grande salle à l’étage servait de dépôt d’armes et de munitions à la garde de Blotzheim.
- La porte de droite s’ouvrait sur le local des pompiers, prolongé par la prison du village.
- La porte de gauche permettait d’accéder à la salle des délibérations, qui se transformait en tribunal à l’occasion.

Sur le fronton de l’entrée principale était gravée la date de construction et le nom de ses pères ; en première place figurait celui du prévôt de Blotzheim, le « Vogt » Nicolaus Muller, qui devait décéder en 1624, victime de la peste comme 202 autres Blotzheimois.
Entre 1680 et 1690, Louis XIV octroya, contre paiement, les armoiries de la ville de Blotzheim. Les Bourgeois les firent graver sur la façade du bâtiment ; elles étaient de sable sur fond d’argent, présentant un triangle évidé surmonté d’une croix pattée, signifiant « Ora et labora ». Cette devise rappelle le « Laborare est Orare » (le travail est une sanctification) ce qui laisse à penser que la « maison des Bourgeois » était entre de bonnes mains : les nobles qui combattent et défendent, les clercs qui prient et le peuple qui travaille.
La construction a survécu aux guerres et pillages successifs. Elle était même une des rares maisons de Blotzheim encore intacte après la guerre de Trente Ans et surtout après l’invasion des Suédois. À cette époque, les paysans de Blotzheim et des environs, se sont rassemblés pour se révolter contre les Suédois postés à Hésingue. Ils voulaient protéger leurs familles et leurs biens. Mais le bilan de la campagne punitive des envahisseurs contre les réfractaires fut très lourd de conséquences. On dénombrait près de 900 paysans tués, de nombreux prisonniers et tout le village fut mis à feu et à sang. Les cruels Suédois ont torturé les paysans, soit en leur faisant avaler du purin à l’aide d’un entonnoir (Schwedentrunk), soit en vidant le ventre du condamné de ses entrailles jusqu’à ce que mort s’ensuive (Kuttelrausgraben), d’autres encore furent brûlés vifs dans leurs maisons. Quant aux « chefs » (environ 80), ils furent pendus haut et court aux arbres du ban de Blotzheim.
Malgré tous ces troubles, le prévôt et les Bourgeois de la ville se réunissaient pour traiter les affaires financières et criminelles ; en témoignent ces extraits des archives départementales du Haut-Rhin :
- En 1608, le conseil siège sur l’affaire de Wolfgang H. bâtard, après son décès, pour le rachat de ses biens par Louis K. qui l’avait soigné.
- En 1629, la communauté réunit le conseil pour un droit de chasse contestée sur une île du Rhin.
- En 1660, le tribunal engage un procès, sous l’égide du prévôt de Blotzheim, contre un homme accusé d’inceste.
- Pendant la Révolution, les partisans semèrent la terreur dans la ville. Les paysans restés fidèles  à l’Église furent persécutés. Les dissidents furent emprisonnés après jugement du tribunal révolutionnaire local.
- Lors de la formation de la Commune, la « maison des Bourgeois » devint la mairie de Blotzheim.
- En 1885, le bâtiment fut remanié une première fois.
- Vers 1905-1906, il fut sérieusement restauré.
- Le 14 juillet 1919, jour de la première célébration de la fête nationale dans l’Alsace libérée, un arbre de la liberté fut planté devant le bâtiment.
- Sur des photographies, datant de 1926, on constate que les portes latérales voûtées, le fronton, la balustrade du toit et les deux longues cheminées, sont encore présents.
- L’hôtel de ville abîmé au début de la deuxième guerre mondiale, fut reconstruit dès 1942-1943 avec des matériaux de récupération, c’est sans doute à ce moment que le campanile fut rajouté. Les inscriptions gravées sur les murs de la prison attestent qu’entre 1944 et 1946, plusieurs prisonniers y furent incarcérés, sans doute en attente de transfert dans des maisons d’arrêts.
- En novembre 1986, les services administratifs de la mairie sont transférés. L’intérieur du bâtiment est réaménagé, deux écussons aux armes de la ville sont à nouveau apposés sur la façade et le campanile rénové est doté d’une cloche sonnant les heures, les mariages...
- En 2005, des travaux de remise aux normes sont effectués.